# Don't Starve
Pour les articles homonymes, voir DST (homonymie).
Don't Starve est un jeu vidéo de survie développé par Klei Entertainment. Il est disponible en téléchargement sur PC depuis 2013. Un contenu téléchargeable intitulé Reign of Giants est sorti le 30 avril 2014 et une extension multijoueur, Don't Starve Together (DST) suivit le 15 décembre 2014. Reformaté pour la PlayStation 4, il prend le nom de Don't Starve: Console Edition en janvier 2014. Une version PlayStation Vita paraît en septembre de la même année alors que celles adaptées à la Wii U, la PlayStation 3 et la Xbox One suivent dans le courant de l'année 2015 sous le nom de Don't Starve: Giant Edition reprenant sur consoles les améliorations apportées par l'extension Reign of Giants. Klei Entertainment réédite le jeu adoubé du titre Don't Starve: Nintendo Switch Edition (doté des extensions Reign of Giants et Shipwrecked) pour la Nintendo Switch le 12 avril 2018 offert exclusivement en version dématérialisée sur la Nintendo eShop.
Le joueur incarne un scientifique nommé Wilson qui se retrouve dans un monde sombre et hostile dans lequel il doit survivre le plus longtemps possible, en ramassant des ressources naturelles, en fabriquant divers objets (séchoirs à viande, pièges à animaux, armes et outils, etc.) et en se battant contre des ennemis. Le mode « aventure » du jeu ajoute quelques éléments scénaristiques et oppose Wilson à l'antagoniste Maxwell, un scientifique, qui a lâché 14 personnes ( Wilson, Willow, Wolfgang, Wendy, WX78, Woody, Abigail, Wes, Wickfrid, Webber...) sur un nouveau monde, dans le monde de Maxwell, il faisait la nuit régnant en permanence sur leur monde original, infesté de monstres. Ces 14 personnes tentent de survivre, et de retrouver leur monde d'origine.
De nombreuses mises à jour ont été développées après la parution du jeu de base, permettant à l'univers de s'enrichir régulièrement de nouveaux objets, décors, créatures et personnages.

## Système de jeu
Dans Don't Starve, le joueur ou la joueuse doit gérer de nombreux paramètres propres au personnage (la vie, la faim, la santé mentale) comme à l'environnement (le jour et la nuit, les saisons, les cycles lunaires, la météo, la faune et la flore). Afin de survivre, il doit utiliser au mieux toutes les ressources qu'il récupère, sous peine d'en manquer au pire moment.
L'une des principales contraintes du jeu est que la mort est définitive (il existe bien quelques objets permettant de ressusciter, mais ils sont bien cachés ou difficiles à obtenir et à fabriquer).
Une autre contrainte est l'impossibilité de rester dans le noir complet pendant la nuit, sous peine de mort. Une source de lumière (feu de camp, torche, lanterne) qu'il faudra entretenir est obligatoire. En effet, un monstre de la nuit (Charlie, aussi appelé la Grue) attaque violemment le joueur ou la joueuse s'ils restent plus de quelques secondes dans le noir complet. Un ou deux coups suffisent à tuer.
Le jeu propose également plusieurs personnages à déverrouiller au fur et à mesure de la progression, notamment grâce au système « d'expérience », qui attribue des points à la fin d'une partie. Chacun d'entre eux a des caractéristiques et des pouvoirs différents.
Le jeu Don't Starve est un jeu de survie où l'on incarne un personnage pour résister aux problèmes de la vie. Chaque personnage se débloque de manière différente (Webber avec un crâne d'araignée , Willow avec de l'experience , Maxwell en le battant , etc.)

## Développement
Le développement du jeu débute lors d'un Game jam 2010. Le concept du jeu plait à l’équipe mais le développement est mis de côté pendant 2 ans. Le développement reprend en 2012 lorsque Klei Entertainment finit le développement de Mark of the Ninja. Initialement conçu pour Windows, le jeu bénéficie rapidement de portages sur d'autres plateformes.

## Extensions
Trois extensions sont offertes pour bonifier le contenu de Don't Starve :
- Reign of the Giants, sorti le 30 avril 2014, rajoute notamment de nouvelles créatures géantes.
- Shipwrecked, sorti le 31 mars 2016, change d'environnement : le joueur est invité à explorer un monde tropical constitué de nombreuses îles.
- Hamlet, sorti le 8 novembre 2018[4].

Dans chaque extension, le personnage récurrent Maxwell, est différent en apparence (Dans Reign of the Giants, il a une tête de loup, dans Shipwrecked il est incarné par un perroquet et dans Hamlet par un lézard).
Il existe aussi un standalone qui permet de jouer en multijoueur, Don't Starve Together, sorti le 15 décembre 2014.

## Accueil
En mai 2013, le site Jeuxvideo.com lui attribue la note de 15/20. La critique décrit un jeu « particulièrement addictif […] malgré quelques défauts agaçants » et dont « il serait dommage de se priver ».
Le titre s'est vu attribuer la note de 79/100 sur Metacritic.
Le jeu a également reçu la note de 8/10 sur Gameblog.